# Jania arborescens
Jania arborescens (Yendo) Yendo 1905  é o nome botânico de uma espécie de algas vermelhas pluricelulares do gênero Jania.
São algas marinhas encontradas no Equador, Japão, Coreia e Taiwan.

## Sinonímia
- Corallina arborescens Yendo, 1902